# دالة كانتور

رسم بياني لدالة كانتور في مجال الوحدة

في الرياضيات، دالة كانتور هي مثال عن دالة متصلة ولكنها غير متصلة مطلقا. سميت هذه الدالة هكذا نسبة إلى جورج كانتور. وهي مثال مضاد شهير في التحليل، فهي تتحدى الحدس حول الاتصال، الاشتقاق والقياس. رغم اتصالها في كل نقطة وكون مشتقتها منعدمة تقريبا في كل مكان، فإن قيمتها تتغير من 0 إلى 1 مع تغير صورتها من 0 إلى 1. فهي بذلك تبدو من جهة ك دالة ثابتة، ومن جهة أخرى فهي تتصاعد برتابة نظرا لبنيتها.